# Nam Sang-wan
Pour les articles homonymes, voir Nam.
Dans ce nom coréen, le nom de famille, Nam, précède le nom personnel.
Nam Sang-wan, né le 15 janvier 1935 dans le district de Buyeo, est un tireur sportif sud-coréen.

## Biographie
Nam Sang-wan participe aux Jeux olympiques d'été de 1964 à Tokyo , terminant 21e de l'épreuve de tir à la carabine à 300 m sur trois positions.
Au niveau continental, il est médaillé d'argent en tir à la carabine à air à 10 mètres aux Jeux asiatiques de 1966 à Bangkok. Il remporte aux Championnats d'Asie 1967 à Tokyo la médaille d'or en tir à la carabine à air à 10 mètres et aux Championnats d'Asie 1971 à Séoul deux médailles d'or, en tir à la carabine à 300 m sur trois positions et en tir à la carabine à 50 m sur trois positions.